# Sakiko Yamaoka
Sakiko Yamaoka (japanska: 山岡 さ希子?, Yamaoka Sakiko), född 1961, är en japansk performance-konstnär. Hon har sedan tidigt 1990-tal utfört sin konst i en mängd stadsmiljöer i både Asien, Europa och Nordamerika. 2009 syntes Sakaoka också som skådespelare i filmen Phenomenology of Truth.

## Biografi
Sakiko Yamaoka föddes 1961. Hon är bosatt i Tokyo. 1984 tog hon examen vid Musashino konsthögskola, där hon studerade oljemålning.
1991 blev Yamaoka intresserad av performance som konstart. Hon har efter det verkat som konstnär inom olika discipliner – performance, video, fotografi och installation – alla med det gemensamt att det handlar om platsrelaterade konstnärliga undersökningar.
I sin performance-konst ägnar sig Yamaoka åt en undran inför hur vi ser på saker och ting, liksom om de mänskliga avgränsningarna. Hon definierar sin egen konst som "skulpturer som avbildar handling och tidsförlopp, och relationen mellan konstnär och publik, konstnär och material, där jag försöker skapa exempel av hur det är att vara människa".
Yamaoka har utfört sina performance-föreställningar sedan tidigt 1990-tal. De har ägt rum på en mängd orter i Japan och utomlands, på konstfestivaler eller vid andra evenemang, och i regel i urbana miljöer. Bland de städer som hon återkommit till flera gånger kan – förutom hemstaden Tokyo – nämnas Singapore, Jerusalem, Stockholm, Essen, Boston, Toronto och Warszawa. Våren 2014 deltog hon i performancefestivalen "Friktioner" i Uppsala, och hösten samma år var hon på nytt i Sverige, i samband med en utställning i Malmö och framträdanden i Malmö och Göteborg.

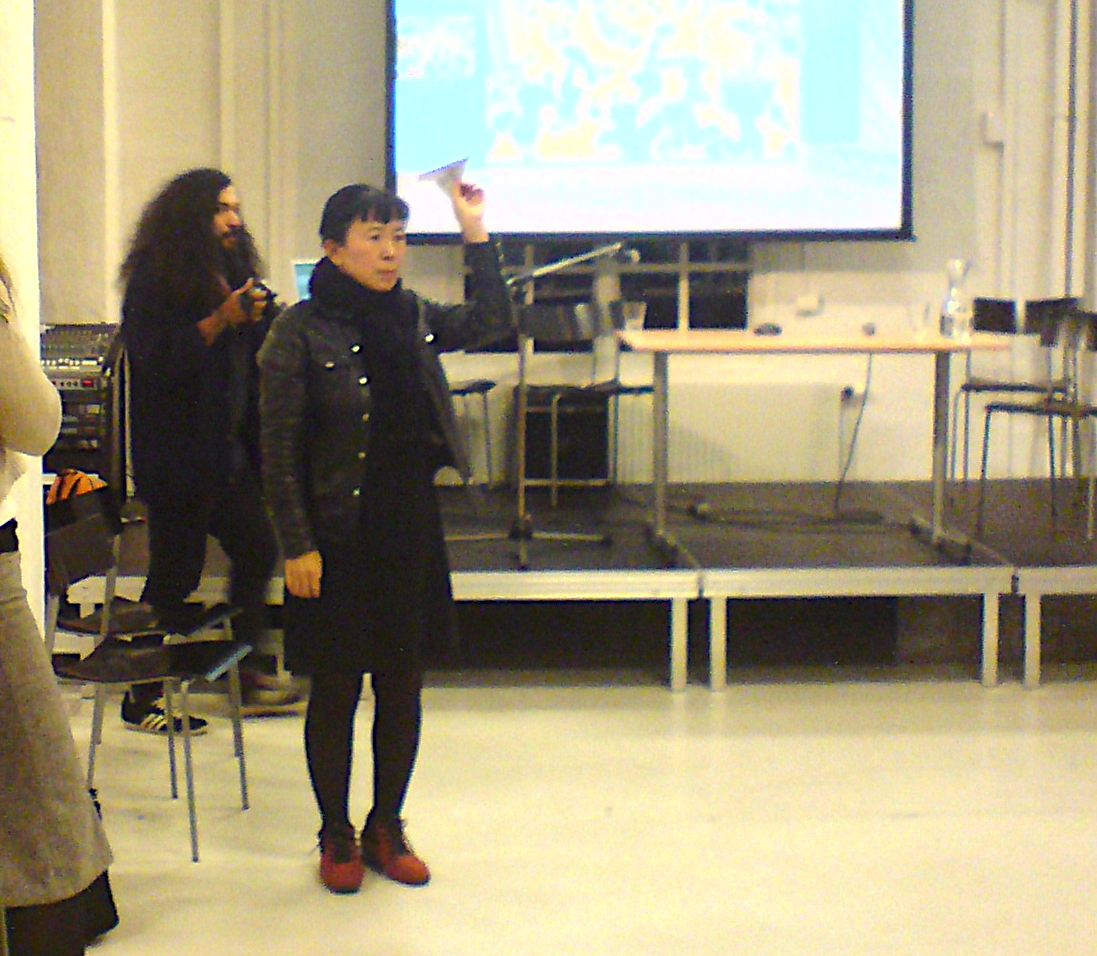
Del av performance …
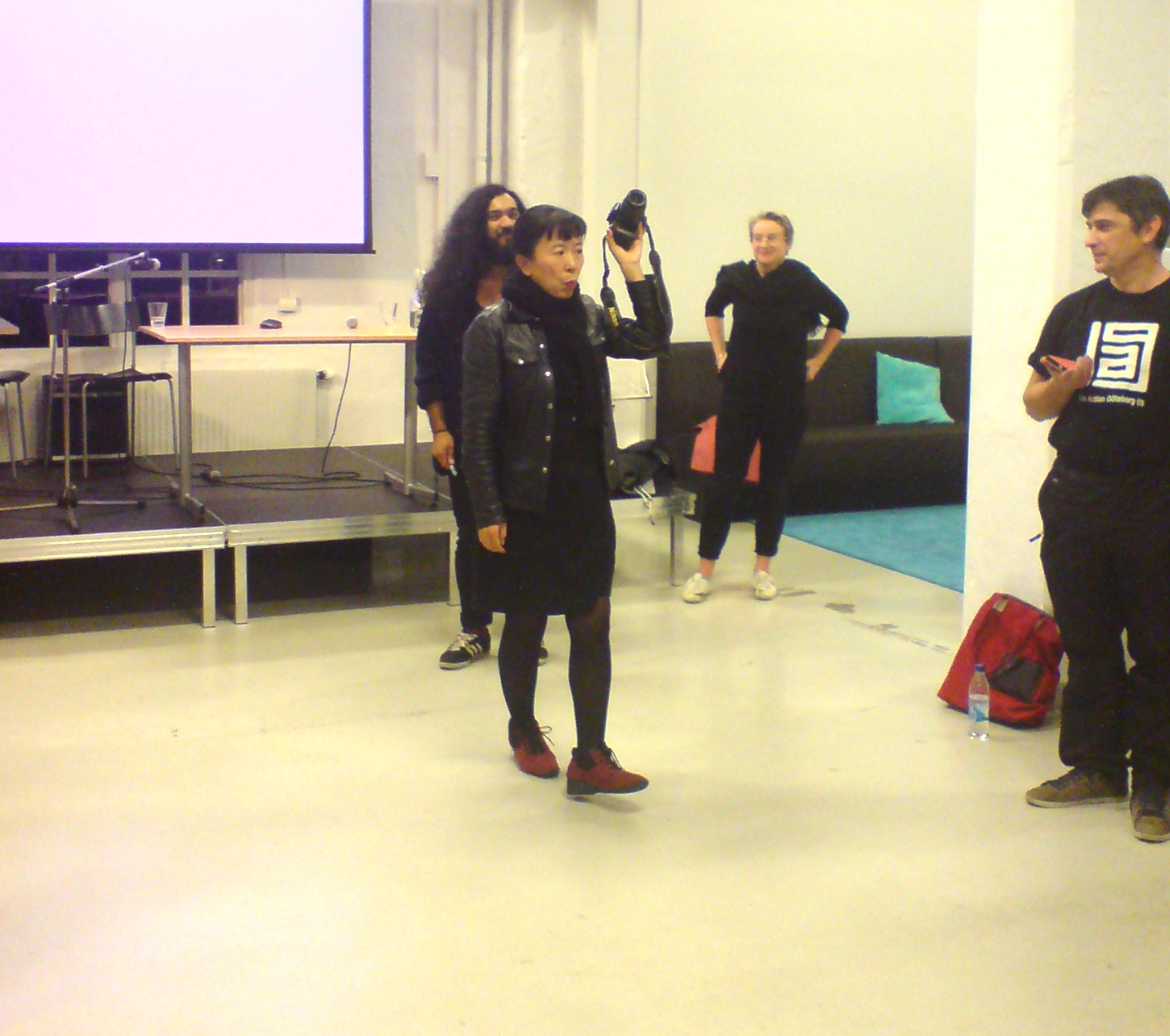
…  i Göteborg …
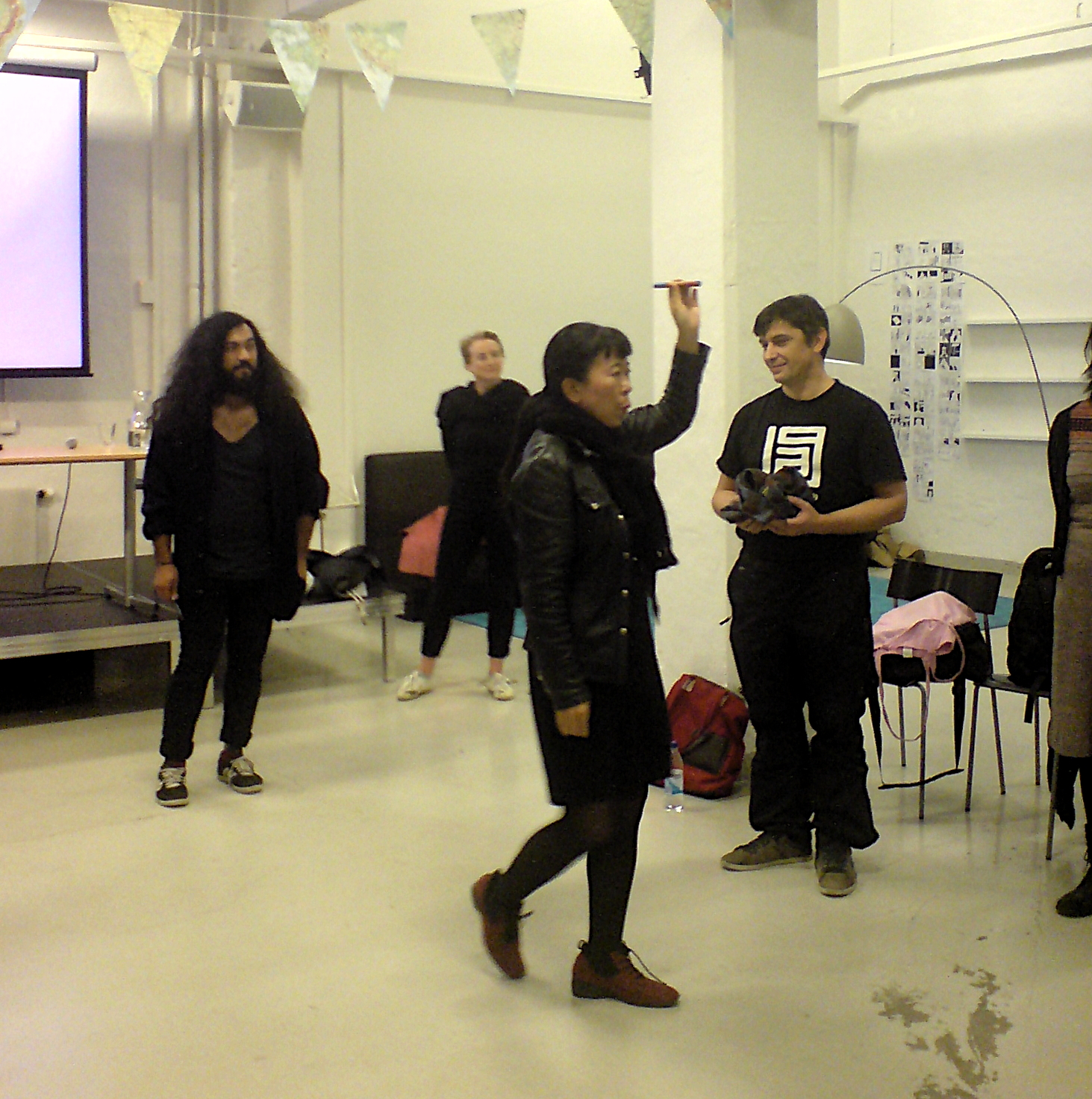
… 14 oktober 2014.

Yamaoka medverkade 2008 som skådespelare i Phenomenology of Truth, en kortfilm regisserad av Paweł Kuczyński. I den 29 minuter långa filmen spelar hon en rollfigur som är japansk konstnär och en dag får möta den Warszawa-filosof som hon dittills beundrat på avstånd.

## Verklista (urval)

### Performance[10]
- More Plates (Tokyo/Singapore 1992)

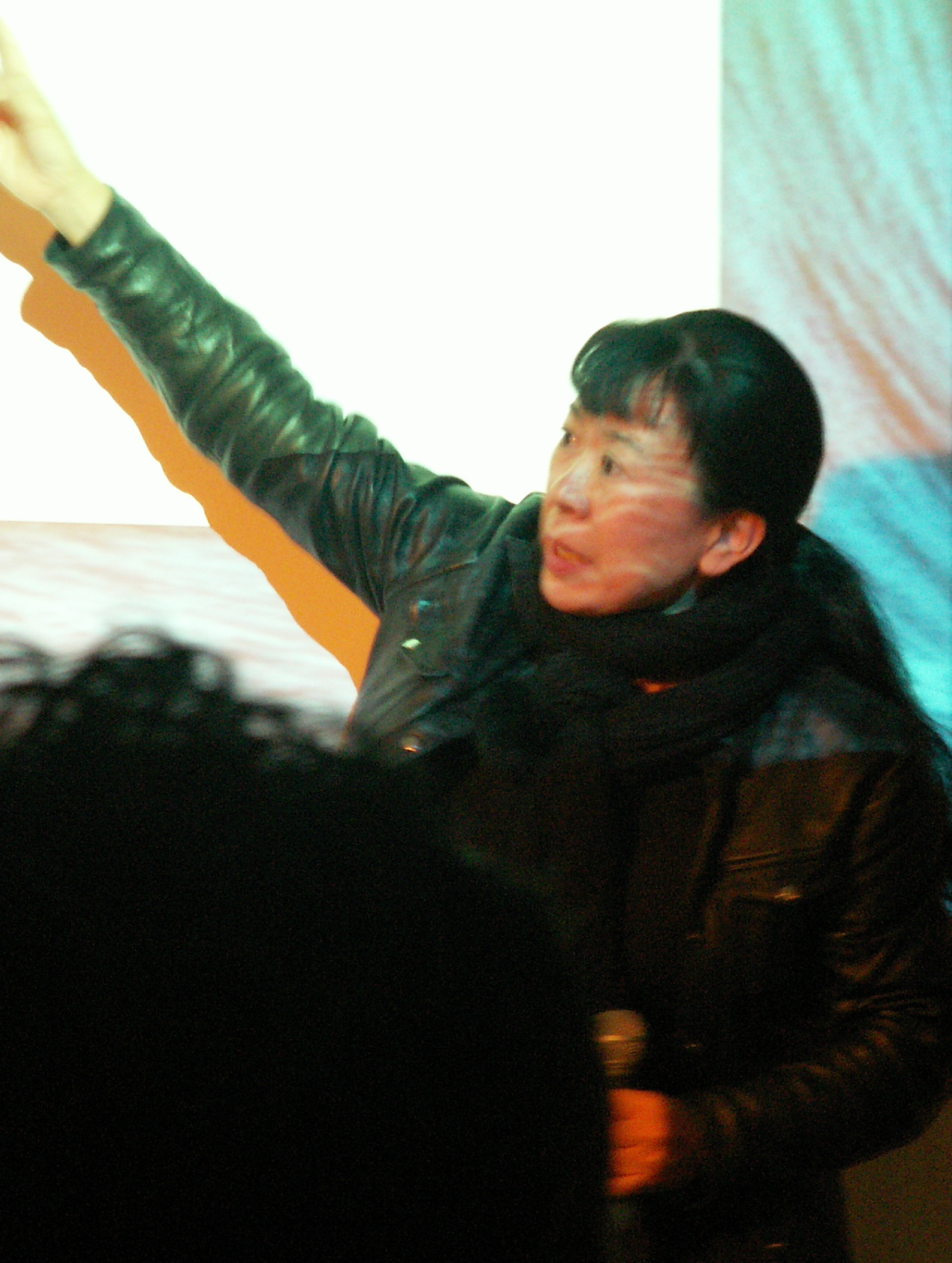
Sakiko Yamaoka på Göteborgs litteraturhus 2014.

- Tokyo Dragon Tornade Project (1993–96)
- Stand and Fall (Warszawa/Bytom, 1997–99)
- Minimal Fighting (Tokyo 1999–2003)
- Garden (Essen/Prag/Saitama/Minsk, 2002–04)
- Listen (Köln 2003)
- Handmill (Singapore/Manila/Boston/Essen/Dresden 2004–07)
- Drill (Helsingfors 2006, Glasgow 2007, Tokyo 2009)
- Missing in Yokohama (2007–08)
- Best Place to Sleep (Tokyo/Warszawa/Boston/Zagreb/Tokyo, 2007–12)
- Wind on a castle (Chiang Mai 2007, Warszawa 2008)
- We are Elegant (Jogjakarta 2007, Jerusalem 2011, Vancouver 2011)
- Wind from Sky (Human being is Plant) (Toronto 2008)
- Come with Me (Tokyo/Toronto, 2008–09)
- Blind Game (Tokyo/Jerusalem/Girona/Stockholm/Rotterdam, 2009–12)
- Angels are Watching (Akihabara i Tokyo, 2010)
- Love or Not (Tokyo/Jerusalem, 2010/2011)
- Boil Me (Gyoda/Valencia, 2011)
- Refugee for Feets (Jerusalem/Tokyo, 2011) (workshop)
- Targeting Zigzag (Tokyo 2012)
- Left to us (Stockholm 2012)

### Filmografi
- 2009 – Phenomenology of Truth, 29 min, i regi av Paweł Kuczyński (skådespelare)

## Källhänvisningar
1. 1 2  "Sakiko Yamaoka". Performanceartevent.nl. Läst 21 oktober 2014.
2. 1 2  "Sakiko Yamaoka (Tokyo, Japan)". Arkiverad 1 juni 2014 hämtat från the Wayback Machine. Livebiennale.ca, 2011. Läst 23 oktober 2014. (engelska)
3. ↑  "Sakiko Yamaoka". FRIKTIONER, Internationell performancekonstfestival. Läst 23 oktober 2014.
4. 1 2  "Yoko Akasai och Sakiko Yamaoka i samtal med Leif Holmstrand". Konstepidemin.se, 2014. Läst 21 oktober 2014.
5. ↑  "Sakiko Yamaoka (Japan)". Arkiverad 17 april 2012 hämtat från the Wayback Machine. Palsfestival.se. Läst 21 oktober 2014. Originalcitat: "I define my art-works as sculptures depicting action and time and relationship between artist and audience, artist and materials, in which I attempt to create an example of the human condition."
6. ↑  "FRIKTIONER / FRICTION". Suenbutohcompany.net. Läst 23 oktober 2014. (engelska)
7. ↑  "EXHIBITION in Sweden – Translation Theme Park". Olta.jp. Läst 23 oktober 2014. (engelska)
8. 1 2  "Test screening – The Phenomenology of Truth". Festiwalfilmufilozoficznego.com. Läst 23 oktober 2014. (engelska)
9. ↑  "Phenomenology of Truth". Arkiverad 23 september 2015 hämtat från the Wayback Machine. Directing.com. Läst 21 oktober 2014. (engelska)
10. ↑  "Works". Arkiverad 13 januari 2016 hämtat från the Wayback Machine. Sakikoyamaoka.com. Läst 21 oktober 2014. (engelska)